# 나는 네가 지난 여름에 한 일을 알고 있다 (2025년 영화)
"나는 네가 지난 여름에 한 일을 알고 있다"(영어: I Know What You Did Last Summer)는 2025년 개봉한 미국의 슬래셔 영화이다. 제니퍼 케이틴 로빈슨이 감독과 공동각본을 맡았다. 영화 《나는 네가 지난 여름에 한 일을 알고 있다》 시리즈의 네 번째 작품이자 1998년 영화 《나는 아직도 네가 지난 여름에 한 일을 알고 있다》의 속편이다.